# كينت وليامز (سياسي)
كينت وليامز (بالإنجليزية: Kent Williams)‏ هو سياسي أمريكي، ولد في 23 يونيو 1949 في مقاطعة كارتر في الولايات المتحدة. نشط حزبياً في الحزب الجمهوري. وقد انتخب عضو مجلس نواب تينيسي.